# تغير المناخ في الصومال
يشير تغير المناخ في الصومال إلى التغيرات في المناخ في الصومال واستراتيجيات الاستجابة والتكيف والتخفيف اللاحقة للبلاد. تتنبأ النماذج المناخية بأن منطقة شرق أفريقيا من المرجح أن تشهد تغيرات مناخية قصيرة الأجل مثل ارتفاع درجات الحرارة، وتغيرات في وتيرة وشدة الأحداث المتطرفة، وانخفاض هطول الأمطار، فضلاً عن التحولات طويلة الأجل مثل ارتفاع مستوى سطح البحر.
الصومال هي ثاني أكثر دولة عرضة للتغيرات المناخية في العالم. وشهدت البلاد زيادة في الأحداث المناخية الشديدة منذ عام 1990، مع ثلاث موجات جفاف كبرى منذ عام 2010، وفيضانات متكررة وأسراب جراد أكثر انتظامًا تدمر المحاصيل. ومن المتوقع أن يفرض تغير المناخ ضغوطًا كبيرة على الموارد المائية والزراعية الشحيحة بالفعل داخل البلاد، مما يهدد الأمن الوطني والاستقرار السياسي.

## آثار تغير المناخ على البيئة الطبيعية

### تغيرات درجة الحرارة والطقس
الصومال عمومًا ساخن وجاف، مع موسمين ممطرين. متوسط درجات الحرارة في الصومال هي من بين أعلى المعدلات في جميع أنحاء العالم. تسود الظروف الساخنة على مدار العام، وخاصة في الجنوب الغربي بالقرب من الحدود إلى إثيوبيا، حيث تتجاوز متوسط درجات الحرارة السنوية 29 درجة مئوية. موسم الأمطار الرئيسي هو من أبريل إلى يونيو، والموسم الثاني الممطر هو من أكتوبر إلى ديسمبر. هطول الأمطار السنوي في المنطقة الشمالية الحارة والقاحلة في الغالب تصل إلى أقل من 250 ملم وتنخفض إلى أقل من 100 ملم في الشمال الشرقي للغاية. تتلقى الهضبة المركزية ما بين 200 و 300 ملم من هطول الأمطار، بينما يزداد نحو الجنوب إلى حوالي 400 إلى 500 ملم من الأمطار سنويًا. تتلقى المناطق الجنوبية الغربية والشمال الغربي معظم هطول الأمطار، بمتوسط ما بين 500 و 700 ملم.
لقد تغير المناخ على مدار العقود القليلة الماضية:
- كانت هناك زيادة تدريجية ومستمرة في درجة الحرارة من 1 إلى 1.5 درجة مئوية منذ عام 1991،
- الطقس القاسي أثر على البلاد، مع الجفاف الشديد في عامي 2011 و 2017.
- أصبحت الجفاف الممتد، والفيضانات الفلاش والأعاصير، أكثر تواترا في السنوات الـ 25 الماضية.[9]

تظهر نماذج التوقعات ذلك
- من المحتمل أن يزداد الجفاف والفيضانات في شدة وتكرار.
- في حين أن عدم اليقين موجود، فإن النماذج ستزداد هطول الأمطار الشهري قليلاً من سبتمبر إلى ديسمبر بحلول ما بين عامي 2040 و 2060.
- من المتوقع أن يزداد متوسط درجة الحرارة بنسبة ما بين 1-1.75 درجة مئوية بحلول ما بين 2040 و 2060، وزيادة متوقعة من 3.2 إلى 4.3 درجة مئوية بحلول 2100.

### ارتفاع منسوب البحر
ومن المتوقع أن يرتفع مستوى سطح البحر بدرجة عالية من اليقين في ظل سيناريوهات الانبعاثات المستقبلية. وتتوقع نماذج المناخ المتوسطة ارتفاع مستوى سطح البحر بمقدار 12 سم حتى عام 2030، و20 سم حتى عام 2050، و36 سم حتى عام 2080 بموجب آر سي بي 2.6، مقارنة بعام 2000. وبموجب آر سي بي 6.0 (تصل الانبعاثات إلى ذروتها حوالي عام 2080، ثم تنخفض)، من المتوقع أن يرتفع مستوى سطح البحر بمقدار 11 سم حتى عام 2030، و21 سم حتى عام 2050، و42 سم حتى عام 2080.
يهدد ارتفاع مستوى سطح البحر المتوقع بسبل عيش المجتمعات الساحلية، وخاصة في جنوب الصومال، بما في ذلك عاصمة العاصمة مقديشو، وقد تسبب اقتحام ملحي في المجاري المائية الساحلية وخزانات المياه الجوفية.

### توافر المياه
توقعات توفر المياه غير مؤكدة للغاية بموجب سيناريوهات الانبعاثات. دون النظر في النمو السكاني، تظهر النماذج زيادة طفيفة بما يتماشى مع توقعات هطول الأمطار في المستقبل. بالنظر إلى النمو السكاني المتوقع، من المتوقع أن يكون توافر المياه بشكل عام نصف بحلول عام 2080 بموجب سيناريوهات انبعاث آر سي بي 2.6 و آر سي بي 6.0، على الرغم من أن عدم اليقين حول أحجام المياه المتاحة الحالية والمتوقعة مرتفعة للغاية.

## التأثير على الناس
من المقدر أن الصومال معرضة بشكل كبير لتأثيرات تغير المناخ والطقس المتطرف. بلغ مؤشر مكاسب إن دي [الإنجليزية] الخاص بها 172 في عام 2020، مما يجعلها ثاني أكثر دولة عرضة لتغير المناخ والتحديات العالمية الأخرى، والدولة رقم 120 الأكثر استعدادًا لتحسين المرونة.
من المتوقع أن تؤدي تأثيرات تغير المناخ في شرق إفريقيا إلى مجموعة من الآثار المباشرة وغير المباشرة التي تؤثر على الأمن الغذائي بسبب ارتفاع درجة الحرارة والتغيرات في تواتر وشدة الجفاف. 
أصبحت الزيادة التدريجية والمستمرة في درجة الحرارة من 1 إلى 1.5 درجة مئوية منذ عام 1991، والجفاف الممتد، والفيضانات الفاضحة والأعاصير، أكثر تواترا في السنوات الـ 25 الماضية، وآثار التغير المناخي على المدى الطويل–هطول الأمطار غير المنتظم، والموارد الموسمية، والرياح الموسمية، والرياح القوية، والرياح القوية، والتربة، تهديدًا خطيرًا إلى 83 في المائة من السكان. الصيد.
ومن المرجح جدًا أن تؤدي درجات الحرارة المرتفعة والزيادة الكبيرة في الأيام الحارة جدًا إلى زيادة التعرض لموجات الحر في الصومال. ومن المرجح جدًا أن ترتفع معدلات الوفيات المرتبطة بالحرارة إلى ما بين 2.7 و3.3 حالة وفاة لكل 100000 شخص سنويًا حتى عام 2030، ثم ترتفع بشكل كبير إلى ما بين 3.6 و11.4 حالة وفاة لكل 100000 شخص سنويًا حتى عام 2080، اعتمادًا على سيناريو الانبعاثات.

## تخفيف تغير المناخ والتكيف
إن التأثيرات الشديدة لتغير المناخ على المنطقة جعلت التخفيف من آثار تغير المناخ والتكيف معها قضية مهمة فيها.

### السياسات والتشريعات
كانت الصومال موقعة مبكرة لاتفاق باريس للمناخ في عام 2016.
وقد صاغت الدولة برنامج العمل الوطني الأول للتكيف [الإنجليزية] (NAPA) في عام 2013. وكان البرنامج الذي تم تطويره بدعم من برنامج الأمم المتحدة الإنمائي، بمثابة الخطوة الأولى التي اتخذتها الصومال نحو استراتيجية وطنية للتكيف مع المناخ.

### تخفيف إدارة المياه
منذ صياغة أول خطة عمل للتكيف الوطني، تم تحقيق تقدم في تعزيز القدرة على الصمود للاستعداد للطقس القاسي ومواجهته، مثل إدارة المياه بشكل أفضل لتكون قادرة على تحمل فترات الجفاف.
ويتم تبني حلول التكيف القائمة على النظام البيئي. وفي أحد الأمثلة، وفي إطار مشروع إدارة المياه الذي يدعمه برنامج الأمم المتحدة الإنمائي، تساعد مبادرات التشجير التي تقودها المجتمعات المحلية في مكافحة التصحر.
وتشمل البدائل الأخرى إعادة بناء مستجمعات المياه، وإعادة تأهيل البنية التحتية للمياه، وجدران الدفاع عن الفيضانات، وقنوات الري، ورسم خرائط الموارد المائية ونقاط الكسر على طول الأنهار، واستعادة التربة، والمنغروف، والباكتوس، وزراعة الأشجار، وتغيير ممارسات التكاثر وما إلى ذلك.

### التخفيف من غازات الدفيئة
- في عام 2014، كانت الصومال مسؤولة عن 36.46 مليون طن من مكافئ ثاني أكسيد الكربون (انبعاثات الغازات الدفيئة المترية)، أو 0.07% من إجمالي الانبعاثات العالمية[17]
- أنتج الصوماليون 1.02 طن من مكافئ ثاني أكسيد الكربون من انبعاثات الغازات المسببة للاحتباس الحراري للفرد الواحد. يبلغ متوسط انبعاثات ثاني أكسيد الكربون للفرد في جميع أنحاء العالم 6.73 طن.
  - كانت الزراعة هي القطاع الأكثر انبعاثًا، بنسبة 56%. % من إجمالي انبعاثات البلاد.
  - تمثل التغيرات في استخدام الأراضي والغابات 36% من إجمالي انبعاثات البلاد.
  - أدى تغيير استخدام الأراضي والغابات إلى خفض الانبعاثات بنسبة 16% بين عامي 1990 و2014.
  - لقد ارتفع عدد سكان الصومال بنسبة 390% بين عامي 1960 و2010، ليصل إلى حوالي 13.5 مليون نسمة في عام 2014.

في عام 2021، سجلت الصومال خطة المساهمات المحددة على المستوى الوطني الجديدة، والذي تتضمن هدفًا إجماليًا للحد من انبعاثات غازات الدفيئة «انبعاثات الأعمال المعتادة» بنسبة 30% بحلول عام 2030 والتكيف مع آثار تغير المناخ بموجب اتفاقية باريس العالمية.

### تغير المناخ والتكيفات
إن الابتكار والتكنولوجيا أمران ضروريان للتعامل مع الجوانب العديدة لأزمة المناخ، وهذا يشمل التكيف مع تغير المناخ، والذي يسعى إلى تقليل المخاطر التي تشكلها عواقب تغير المناخ. ونظراً للتغيرات في الطقس المتطرف وارتفاع مستوى سطح البحر نتيجة لتغير المناخ، أوصت الأمم المتحدة بأنظمة الإنذار المبكر كعناصر أساسية للتكيف مع تغير المناخ وإدارة مخاطر المناخ. لقد أتاح التقدم التكنولوجي إمكانية إحداث استجابة مبكرة وسريعة للتهديدات مثل أسراب الجراد. تخلق الظروف الممطرة ظروفًا مواتية لتكاثر أسراب الجراد. ويشكل غزوهم تهديدًا للأمن الغذائي، حيث يمكن لسرب صغير يبلغ طوله كيلومترًا مربعًا واحدًا أن يستهلك في يوم واحد فقط المحاصيل والنباتات التي يمكن أن تطعم 35000 شخص. أنشأت منظمة الأغذية والزراعة للأمم المتحدة (الفاو) نظام إنذار مبكر لمراقبة الظروف المؤاتية لغزو الجراد للصومال. ويعتمد نظام مراقبة المواقع والتحكم فيها على صور الأقمار الصناعية بالإضافة إلى بيانات الطقس والموائل، ويمكنه إرسال تنبيهات لمدة تصل إلى ستة أسابيع قبل الغزو المحتمل. لتسهيل جمع البيانات، تم إطلاق تطبيق للهواتف الذكية. تم تطوير وتعديل جهاز الاتصال بالبيانات عبر الأقمار الصناعية لتمكين المزارعين الذين لا يملكون اتصالاً من جمع البيانات.